# Йоганн фон дер Реке
Йоганн фон дер Реке (нім. Johann von der Recke; 1480 — 18 травня 1551) — 43-й ландмейстер Тевтонського ордену в Лівонії (1549—1551). Представник німецького роду Реке.

## Біографія
Походив з дрібного шляхетського роду Реке з Вестфалії, що була тісно пов'язана з Лівонським орденом. Син Йоганна фон дер Реке і Софії Бокенфорде-Шюнгель. Народився 1480 року. Про молоді роки замало відомостей. Приблизно після 1514 року перебирається до Лівонії. До 1520 року увійшов до лівонського ордену.
У 1523 році призначається шеффескумпаном (економом) містечка Винну. У 1525 році отримує посаду комтура Вендена, а 1531 року — Марієнбурга 1535 року призначається комтуром Фелліна.
У 1541 року Герман фон Брюггеней призначив Йоганн фон дер Реке коад'ютором (наступником) на посаді магістра Ордена. 1542 року Йоганн фон дер Реке звернувся до імператора Священної Римської імперії Фердинанда II Габсбурга щодо привілею призначати на усіх посади архієпископа і єпископів Лівонії лише католиків. 1544 року Брюггеней намагався домогтися від лицарства Хар'ян-Вірланда і міста Ревеля присяги фон дер Реке. Але стани відмовили в цьому. Того ж року сприяв обранню свого стриєчного брата Йодока фон дер Реке єпискпом Дерпту. З 1545 року Йоганн фон дер Реке розпочав підготовку для відкриття школи для лютеран в Фелліні.
У 1549 році після смерті Германа фон Брюггенея стає магістром лівонського ордену. Втім також зберіг посаду Феллінського комтура, звідки отримував свої доходи. Помер у 1551 році ймовірно внаслідок епідемії чуми. Новим магістром Лівонського ордену став Генріх фон Гален.